# Historiografia brasileira
A Historiografia brasileira é o conjunto de estudos sobre a História do Brasil e diz respeito não só ao registro histórico estabelecido pela memória, mas também à ciência da História. No Brasil entende-se por aquela os estudos realizados a partir de 1850, por Francisco Adolfo de Varnhagen, até os dias de hoje. Entre os historiadores brasileiros de destaque há autores como Silvio Romero e Capistrano de Abreu, nos anos 1900, Gilberto Freyre e Sérgio Buarque de Holanda nos anos 1930, Nelson Werneck Sodré nos anos 1950, Caio Prado Júnior nos anos 1960 e Florestan Fernandes anos 1960-70. A partir da década de 1960 houve um forte incremento na produção historiográfica brasileira com o processo de expansão dos programas de pós-gradução no país e a interlocução com distintas matrizes teóricas internacionais.

## História da historiografia brasileira

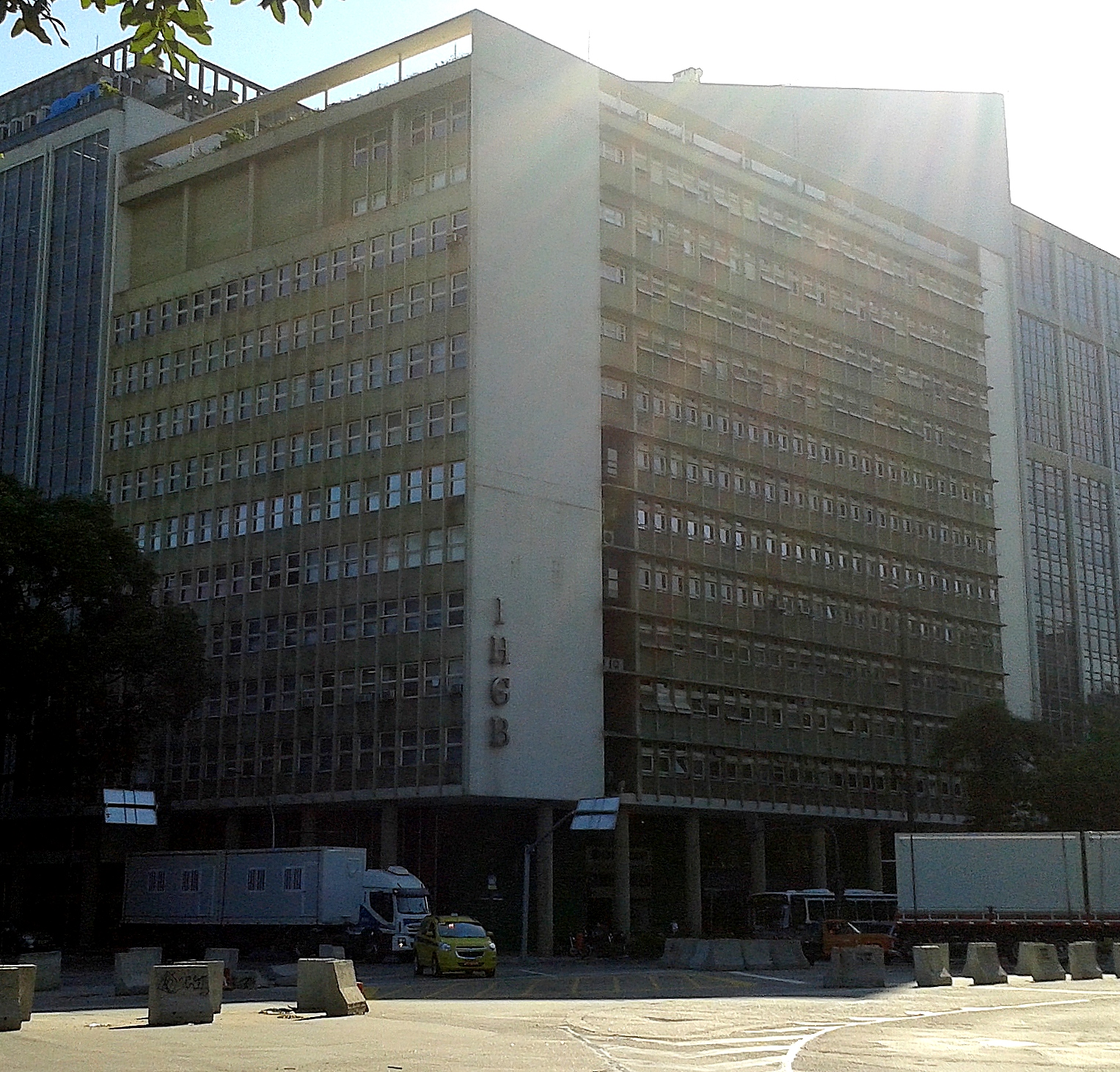
Atual sede do Instituto Histórico e Geográfico Brasileiro

Estudar e questionar as circunstâncias em que foram escritos os documentos que chegaram até nós é um ponto de suma importância dentro do tema mais amplo da História do Brasil. Em 1830, surgem os primeiros movimentos em direção a tentar fazer um apanhado do máximo possível de documentos produzidos até o momento no Brasil. Uma vez fazendo parte do reino de Portugal no formato do Reino Unido de Portugal, Brasil e Algarves, e depois se tornando independente em 1822 na forma de Império do Brasil, surge a necessidade de se construir uma história nacional, de se criar a ideia de um povo brasileiro.[carece de fontes?]
O movimento de afirmação de uma nacionalidade surge na Europa, e, principalmente, na Alemanha com o seu movimento político/literário/filosófico intitulado romantismo, que tem o nacionalismo como uma de suas principais bandeiras (tendo como um dos expoentes o pensador Johann Gottfried von Herder). O Brasil independente também precisava da história e dos historiadores para construir uma identidade nacional baseada nesses mesmos moldes.[carece de fontes?]
Tal processo no Brasil teve um distante precursor em frei Vicente do Salvador, com sua História do Brasil (1627), onde despontam os primeiros indícios da formação de uma consciência de diferença e brasilidade. Contudo, o trabalho só circulou em manuscritos, teve escasso impacto em sua época e logo foi esquecido, sendo ressuscitado somente em meados do século XIX por Francisco Adolfo de Varnhagen e sobretudo Capistrano de Abreu, que o editou e publicou na íntegra em 1888, quando seu valor se tornou evidente, sendo considerado por vários estudiosos como o marco fundador da historiografia brasileira. Mesmo com esse atraso, segundo Darcy Ribeiro, "o melhor testemunho daqueles tempos [o Brasil colonial] se deve a frei Vicente do Salvador, natural da Bahia. Foi o primeiro intelectual assumido como inteligência do povo nascente, capaz de olhar nosso mundo e os mundos dos outros com olhos nossos, solidário com nossa gente, sem dúvidas sobre nossa identidade, e até com a ponta de orgulho que corresponde a uma consciência crítica".
Uma organização sistemática da historiografia nacional, no entanto, só começaria no século XIX, com a criação do Instituto Histórico e Geográfico Brasileiro (IHGB), em 1838. O instituto foi criado a partir de uma ideia surgida na Sociedade Auxiliadora da Indústria Nacional, criada em 1827, de inspiração iluminista, e se propunha a incentivar o progresso e o desenvolvimento brasileiros com duas diretrizes centrais para seus trabalhos: a coleta e publicação de documentos relevantes para a história do Brasil e o incentivo de estudos de História no ensino público.
Em 1840, o IHGB elaborou uma competição para estabelecer o melhor plano para a escrita da história do Brasil, e quem a ganhou foi o botânico alemão Carl Friedrich Philipp von Martius. Sua monografia, intitulada "Como se deve escrever a história do Brasil", foi publicada na Revista do IHGB em 1845, e nela Von Martius sugeriu um guia para um projeto histórico capaz de garantir uma identidade ao Brasil. Surgiu do seu projeto a interpretação do Brasil, do primeiro Brasil-Nação, que se entranhou profundamente nas elites e na população brasileira, lançando os alicerces do mito da democracia racial brasileira. Para ele, a identidade brasileira deveria ser buscada no que mais singulariza o Brasil: a mescla de raças. O texto Como se deve escrever a história do Brasil, de Von Martius, ilustra o impacto da mentalidade em muitas obras posteriores e suas tentativas de pensar o que é o Brasil.[carece de fontes?]

## Francisco Adolfo de Varnhagen

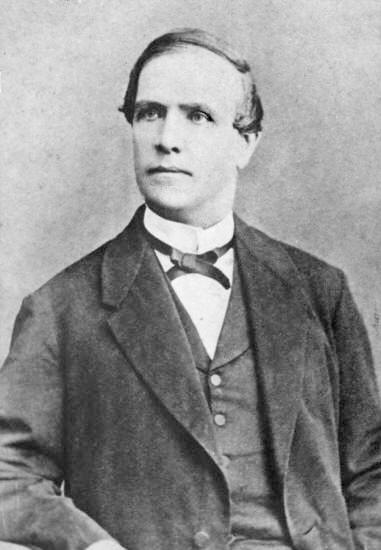
Francisco Adolfo de Varnhagen

Francisco Adolfo de Varnhagen, dentro deste movimento de criação da história da nação brasileira, surge como o primeiro a escrever uma história nacional brasileira. A obra de Varnhagen refletia uma preocupação nova no Brasil com a história, com a documentação sobre o passado brasileiro, que o IHGB representava. Teve um importante papel no processo de coleta de documentos, sendo o iniciador da pesquisa metódica nos arquivos estrangeiros, onde encontrou e elaborou inúmeros documentos relativos ao Brasil. Grande defensor da colonização portuguesa no Brasil, apreciava esta como um enorme feito que criava a possibilidade de sucesso para a recém criada nação brasileira.

### História Geral do Brasil (1854-57)
A obra de Varnhagen é um reflexo do pensamento da época. Concorda com as diretrizes escolhidas pelo IHGB de como escrever a história do Brasil. Segundo Reis,
| “ | Tais bárbaros e barbaridades ter-se-iam perpetuado neste abençoado solo, tal anarquia teria despovoado o território, se a providência divina não tivesse acudido a dispor que o cristianismo viesse ter mão a tão triste e depravado estado! Essas gentes errantes desfrutava, sem os benefícios da paz e da cultura do espírito, do fértil e formoso solo do Brasil. Esse é o passado que do Brasil que deverá se esquecido ou que não deverá influenciar na construção do futuro da nação brasileira, se preservado. Deverá até ser preservado como antimodelo, como modelo daquilo que o Brasil não quer ser. Aliás, os capítulos dedicados ao indígena na "História geral do Brasil" teriam essa função: mostrar que o futuro do Brasil não poderá ter nesse passado sua raiz. O presente-futuro do Brasil se assentaria em outro passado, naquele que veio do exterior para por fim a essa barbárie e selvageria interiores. Com a chegada do cristianismo, do rei, da lei, da razão, da paz, da cultura, da civilização, com a chegada dos europeus a este território, o Brasil surgiu e integrou-se no seio da providência. | ” |

## Capistrano de Abreu

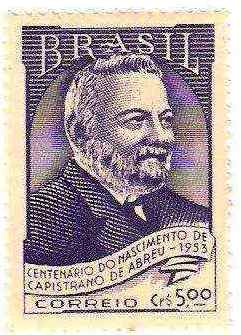
Selo comemorativo de Capistrano de Abreu.

Capistrano de Abreu tem uma trajetória ímpar para melhor entender o lugar inovador que teve na historiografia brasileira. Nascera em um Brasil escravagista e morreu em um Brasil República, e em um mundo social marcado profundamente pela bipolarização senhor-escravo, ele não foi nem uma coisa, nem outra. Sua família era pequena proprietária de terra e produzia para o próprio sustento. Vivia em um mundo social voltado para dentro, sem vínculos externos diretos. José Honório Rodrigues considera que Capistrano fez uma reviravolta na historiografia brasileira por sua posição teórica atualizada, seu conhecimento incomum dos fatos e seu novo ideal de história do Brasil. Capistrano constrói a sua interpretação do Brasil quando a Monarquia estava abalada, em xeque, assim como a escravidão, e se buscavam novas bases econômicas, sociais, políticas e mentais para o Brasil. Como diz Reis, "os intelectuais brasileiros do final do século XIX começaram a perceber a distância entre a realidade brasileira e o pensamento que eles próprios produziam". Tinham agora uma preocupação cientificista, em que Auguste Comte, Henry Thomas Buckle, Charles Darwin e  Herbert Spencer serão as referências intelectuais predominantes. O pensamento de Capistrano revela esta divisão e confusão da discussão intelectual no Brasil no final do século XIX. Qual era sua tendência: mais positivista ou mais historicista? P. M. Campos firma que Taine, Buckle e Comte foram importantes na sua formação. Vamireh Chacon o considera um dos numerosos adeptos de Spencer da época. No pós Guerra do Paraguai, essa geração quer reinterpretar a história brasileira, privilegiando não mais o estado imperial, como Varnhagen, mas o povo e a sua constituição étnica. Capistrano nunca teria proposto uma explicação unilateral da história, mas sempre percebe a interdependência das diversas instâncias sociais.
A obra de Capistrano, Capítulos de História Colonial (1907), começa realizando uma descrição geográfica do Brasil, o palco sobre o qual se desenrolará a história que vai narrar. A sua obra é um ponto de referência da recepção da concepção moderna de história, com seu ideal objetivista da verdade, apoiada em documentos inéditos, testemunhas oculares, autores identificados das fontes. Para ele, o distanciamento do historiador deve se dar quando manipula as fontes; em um segundo momento, quando se interpreta, o quadro teórico das ciências sociais orientará a pesquisa com suas leis e teorias.

## Gilberto Freyre

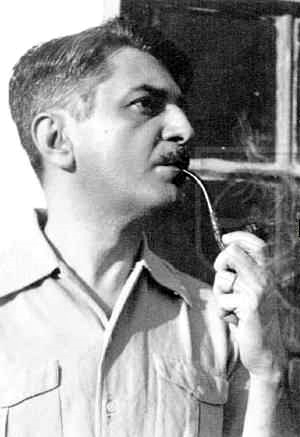
Gilberto Freyre

Sua formação é basicamente norte-americana: no colégio americano de Recife, onde se tornou protestante; na Universidade Baylor, no Texas (1918-1920), e na Universidade Columbia, Nova Iorque, orientado por Franz Boas. Luiz Costa Lima considera, entretanto, que a obra principal de Freyre, Casa-Grande & Senzala (1933), levou a pesquisa histórica brasileira uma problemática nova e alemã, a historicidade de Dilthey, Simmel e Weber, apesar de Freyre pouco citar fontes alemãs. Freyre encontrou grandes afinidades com a Sociologia compreensiva de Weber. Com essas noções, ele procurou apreender os estados de espírito Ibéricos, as experiências vividas.
Para a maioria de seus mais ilustres analistas, Freyre introduz na análise racionalmente conduzida uma forte quantidade de afetividade e subjetividade. Ele conclui muito além dos dados que oferece, dados que, para Leite, já são mal medidos e mal controlados. O que ele produziu foi uma espécie de auto-antropologia da cultura na qual nasceu, a nordestino-brasileira. Freyre quis demonstrar que houve uma solução brasileira par um acorde entre diferentes tipos de vivência, diferentes padrões culturais. Iniciou, junto com os franceses dos Annales, a história do cotidiano, a história das mentalidades coletivas, através da renovação das fontes de pesquisa histórica, como ressalta Reis: "receitas culinárias, livros de etiquetas, fotografias, festas, expressões religiosas, brinquedos e brincadeiras infantis, cantigas de roda, histórias infantis, relatos de viajantes estrangeiros, autobiografias, confissões individuais, diários íntimos, lendas, folclore, periódicos", sem negligenciar ou dispensar as fontes institucionais, oficiais, estatais. Seu uso da documentação era sem preconceito e exclusões.

## Sérgio Buarque de Holanda
Na mesma época em que Sérgio Buarque de Holanda escrevia, acontecia a Semana de Arte Moderna, a qual Sérgio Buarque de Holanda não participou diretamente, mas indiretamente, contribuindo com o aprofundamento do esforço de "redescoberta do Brasil", que Capistrano de Abreu e a sua geração dos anos 1900, haviam iniciado. A década de 1920 pode ser caracterizada pela erupção constante de críticas e oposição à sociedade oligárquicas. Os anos de 1930 foram de intenso debate político, época de radicalização ideológica e política. Percebe-se então, mais nitidamente, a distância entre a sociedade civil e o Estado, entre o Brasil real e o Brasil legal, entre a realidade brasileira e as ideias importadas para que ela "não fosse reconhecida". Nos anos de 1930, a realidade brasileira nua e crua tornou-se a questão chave do pensamento brasileiro que se queria puro e duro. Todos os intelectuais queriam decifrar o enigma do Brasil e interferir na produção de seu futuro. Discute-se, então, a identidade nacional brasileira, os obstáculos ao seu desenvolvimento e progresso, as formas de vencer o atraso horroroso. No ensino e pesquisa de história, o IHGB perdeu sua influência, que agora passa para a universidade de forma quase absoluta. Sob a influência da universidade, a história se aproximou das ciências sociais, querendo pesquisar a "realidade brasileira" em seu aspecto econômico-social-mental e não só mais o político. Pós-1930, a história não poderia mais se aquela do IHGB, que tratava do estado e dos grandes feitos dos grandes vultos brancos das elites.
A principal obra de Sérgio Buarque de Holanda, Raízes do Brasil (1936), começa constatando o grande obstáculo para a construção de uma identidade nacional e o projeto brasileiros, começando por uma análise dos nossos primeiros colonizadores, e fazendo uma análise da mentalidade ibérica, comparando com uma mentalidade européia, com um excelente estilo de escrita. Outra característica é que o texto é quase integralmente weberiano. Maria Odila Dias ressalta,
| “ | Ele procurará destacar, através da comparação, da criação de tipos ideais, os traços peculiares do Brasil, reconstruirá aspectos do processo de formação da sociedade e da mentalidade dos brasileiros em suas mudanças, seu devir, libertando-se de esquemas teóricos e preconceitos. | ” |

## Nelson Werneck Sodré
Nelson Werneck Sodré é o teórico marxista mais importante dos anos 1950, embora não fosse o único, e seu projeto de "revolução brasileira é, portanto, ligado à tradição do redescobrimento do Brasil". Sodré é um militar pré-1964 e pertencia ao grupo, mais numeroso do que se imagina, dos militares ligados ao PCB. Nos anos de 1930-1940, sua perspectiva teórica sofreu influencias de autores materialistas como Haeckel e Büchner. Só nos anos 1950-1960 ele aprofundou os seus estudos do marxismo e reformulou algumas de suas posições como, por exemplo, a história da literatura, de 1938, em que conectava de forma determinista os fenômenos culturais ao processo de produção. Em 1922, a Semana de Arte Moderna já valorizava o tupi, e o PCB valorizava o negro-escravo e o branco-operário da nossa identidade.
Em 1964, Sodré passou uma temporada na prisão militar, e sua história nova foi proibida, o que não o impediu de continuar a sua obra, incansavelmente. Quartim de Moraes divide a história da consciência marxista no Brasil em três fases: primeira, etapa dogmática, pré-crítica, marxista leninista, quando predominou uma consciência opaca, feita de certezas cegas (1920-1940); segunda, fase de autonomização teórica (1940-1960); terceira, etapa de revisão crítica generalizada, um retorno às fontes do pensamento revolucionário, época da luta armada(pós-1960). Essas etapas do pensamento marxista brasileiro não são etapas necessárias e lineares, ele esclarece, nem se deduzem uma da outra. Sodré estaria mais para a primeira fase, mais pioneiro do que autônomo. Ele desenvolve uma análise do Brasil estreitamente ligada à análise do PCB, que estava ligado à III internacional, ao comunismo soviético e ao marxismo stalinista. Nos anos de 1950, ele elaborou de forma teórica as instituições e repetições dogmáticas do marxismo-leninismo dos militares do PCB. A ação a ser desenvolvida era a da revolução democrático-burguesa, pois as condições econômicas e políticas do Brasil indicavam que o socialismo só seria atingido após um período de transformações burguesas, que eliminaria os entraves feudais e quando se removeriam os obstáculos aso desenvolvimento das forças produtivas.

## Caio Prado Júnior
Caio Prado Júnior é um dos intelectuais de origem burguesa que forçaram os limites da consciência possível e produziram obras significativas, ao serem um contraponto ao intelectual tradicional. Sua produção teórica é mais marxiana do que marxista-leninista, No PCB sempre foi heterodoxo. Viajou muito pelo país, e observava, nessas viagens, o caleidoscópio dos múltiplos tempos do Brasil. Em 1943, quando as lutas sociais desafiavam o pensamento, ele inaugurou uma corrente de pensamento marxista no Brasil diferente e original, descentrada do PCB, a história social brasileira apareceu sob uma nova perspectiva até ali desconhecida. A partir de então, inaugurou um estilo de pensar a realidade brasileira, uma perspectiva crítica, que discute as relações entre o passado e o presente e examina as possibilidades de mudanças no futuro. Era apaixonado pelo Brasil, e pelo seu povo, por isso, rompeu com sua classe e passou a defender este povo em uma luta socialista radicalmente democrática. Sua obra tem um que de maniqueísmo, representaria o "bem", ao lado de Sérgio Buarque de Holanda, contra o "mal", representado por Gilberto Freyre, na análise comparativa feita sobretudo pelos historiadores paulistas. Ele não se limitará a fazer uma história político-administrava. Não ficará na superfície dos acontecimentos políticos de mais destaque. Procurará atrás dos eventos visíveis, das ações produzidas pelos heróis brasileiros, o seu sentido estrutural: as relações sociais e o modo de produção capitalista.

## Florestan Fernandes
Florestan Fernandes estudou licenciatura e bacharelado na em ciências sociais na USP, e mestrado e doutorado em sociologia e antropologia na Escola Livre de Sociologia e Política. Como militante político, foi um dos fundadores do Partido dos Trabalhadores e se elegeu como deputado federal. Seu ponto de vista sobre o Brasil é o do "redescobrimento", nas linhas de, entre outros, Capistrano de Abreu, Sérgio Buarque de Holanda, Nelson Werneck Sodré e Caio Prado Júnior. Em suas obras sobre o Brasil, aparecem os movimentos sociais, a ação dos índios e negros, imigrantes, escravos, trabalhadores rurais e urbanos. Afasta-se inda mais da história político-administrativa e biográfica tradicional. Ele percebe a sociedade como uma rede de sociais, uma estrutura social com  seus processos particulares, com suas interações e resistências, com suas tensões e contradições. Seu pensamento sintetiza cinco fontes que se revelam em forma diferenciada em sua obra: primeira, a sociologia clássica e moderna: franceses, ingleses, alemães e americanos; segunda, o pensamento marxista em geral e, em particular, os culturalistas Antonio Gramsci e Karl Mannheim; terceira, a correte mais crítica do pensamento brasileiro, a do "redescobrimento do Brasil"; quarta, a história brasileira e mundial dos anos 1940-1970: suas transformações mais rápidas, a urbanização, a industrialização, os partidos políticos, a ditadura, a revolução cubana, a descolonização, a II Guerra Mundial, a Guerra Fria...; quinta, a militância política, a reflexão teórica sobre as relações entre sociologia, a política e a ética, o pensamento latino-americano. Seu pensamento também é o da mudança social - é um pensamento tenso, que articula as paixões e aspirações do cidadão com a busca por dados empíricos e verdade conceitual do cientista. ele quer controlar a intervenção da realidade. -, quer realizar uma ação racional, uma paixão que se arma dos dados e os controla. Ele quer reunir, na medida do possível, intervenção política, movida por interesses de classe, e conhecimento social, movido pela busca da objetividade e verdade. A realidade complexa do Brasil exige um pensamento mais ágil, flexível, aberto e, portanto, mais sintético. Também se pode dizer que a chave do seu pensamento seria definida por dois conceitos principais: "padrões" e "dilemas". Padrões: ele busca caracterizar formas de organização e regularidades dinâmicas, reconstruíveis, discerníveis, identificáveis e apreendidas em seu modo próprio de articulação. Dilemas: as condições geradas pela dinâmica desses padrões, que opõem obstáculos à realização das possibilidades postas por eles. O padrão define uma maneira de organização de uma sociedade, os mecanismos pelos quais se atualiza a sociedade no momento; os dilemas definem as condições geradas pela dinâmica interna dessa forma de organização e conduzem a obstáculos e opções.
A obra Revolução Burguesa no Brasil (1975) traz uma interpretação histórico-sociológica do Brasil, uma obra de síntese marxista, porém desvinculada do PCB e de orientações internacionais, com uma linguagem menos ensaística, menos literária e mais conceitual, que a de alguns de seus antecessores. O tema central do livro é o modelo específico da revolução burguesa no Brasil, que foi diferente do modelo clássico, aqui, a burguesia revolucionária implantou um sistema liberal-democrático

## Maria Beatriz Nascimento
Maria Beatriz Nascimento foi uma intelectual pioneira na articulação entre história, cultura e resistência negra no Brasil. Como historiadora, professora, roteirista e poeta, sua produção acadêmica e artística desafiou a marginalização das populações afro-brasileiras e ressignificou o papel dos quilombos na história nacional.
Seu pensamento inovador ajudou a consolidar a ideia dos quilombos não apenas como espaços de fuga, mas como territórios de resistência e construção de identidade negra, onde se articulavam redes de solidariedade e preservação cultural. Essa abordagem influenciou tanto a historiografia quanto os movimentos sociais negros, ao reforçar a importância da ancestralidade e da organização coletiva na luta contra o racismo.
Além do trabalho acadêmico, Beatriz Nascimento utilizou diferentes linguagens para ampliar o debate sobre raça e identidade. Seu envolvimento no documentário Ori (1989) é um marco da sua trajetória, pois trouxe para o audiovisual a discussão sobre a diáspora africana e a resistência negra no Brasil, dialogando com intelectuais como Lélia Gonzalez e Abdias do Nascimento.
Sua contribuição vai além das universidades e dos livros, alcançando diretamente os movimentos negros e a luta por políticas públicas voltadas para a população afro-brasileira. Sua atuação crítica e engajada reforçou a necessidade de reconhecimento das raízes africanas no Brasil e da superação das desigualdades estruturais.

Mesmo após sua morte prematura, sua obra continua inspirando pesquisadores, ativistas e artistas, consolidando seu legado como uma das vozes mais importantes na construção de uma narrativa negra sobre a história do Brasil.